# John P. Fulton
John Phipps Fulton (* 4. November 1902 in Beatrice, Nebraska, USA; † 1. Oktober 1965 in London, England)  war ein US-amerikanischer Spezialeffekt-Experte und Kameramann. In seiner vier Jahrzehnte dauernden Tätigkeit war er an über 260 Filmproduktionen beteiligt, darunter Der Unsichtbare, Frankenstein oder Die zehn Gebote. Den Oscar für die Besten Spezialeffekte erhielt er drei Mal.

## Leben und Werk
Geboren in Nebraska, zog John P. Fulton mit seiner Familie 1914 nach Kalifornien. Sein Vater Fitch Fulton, ein Matte Painter, bestand darauf, dass er nicht in der Filmindustrie arbeitet, sondern Elektrotechnik studiert. So begann Fulton 1920 seine Berufslaufbahn bei der Southern California Edison Company. Trotz dieser Widerstände begann er dann seine Filmlaufbahn 1923 bei Universal, zunächst als Kameraassistent, dann als Kameramann und später als Technischer Leiter.
Anfang der 1930er machte Fulton mit einigen beeindruckenden Arbeiten auf sich aufmerksam, zu nennen sind insbesondere die herausragenden Spezialeffekte für Der Unsichtbare, in der ein Vorläufer der Bluescreen-Technik verwendet wurde – die nicht sichtbaren Bildbestandteile wurden dabei mit schwarzem Samt abgedeckt.
Neben den oben genannten Filmen wirkte er in den folgenden Jahrzehnten an zahlreichen weiteren Produktionen mit, beispielsweise Der Wundermann (mit Danny Kaye) oder an vier Fortsetzungen des Unsichtbaren, deren Spezialeffekte im Laufe der Jahre immer weiter verbessert wurden, z. B. die erste Szene überhaupt, in der ein „Unsichtbarer“ vor einer sich bewegenden Kamera agiert. Zu erwähnen ist auch die mit sehr hohem technischen Aufwand umgesetzte Szene in Die zehn Gebote, in der das Rote Meer geteilt wird.
Während der Dreharbeiten in Spanien an Luftschlacht um England erkrankte John P. Fulton an der sehr selten auftretenden Aplastischen Anämie, an der er dann 1965 verstarb.

## Filmografie (Auswahl)
- 1928: Submarine
- 1931: Der Mannsteufel (A House Divided)
- 1931: Dracula
- 1931: Frankenstein
- 1932: Die Mumie (The Mummy)
- 1932: Air Mail
- 1933: Der Unsichtbare (The Invisible Man)
- 1934: Imitation of Life
- 1934: Des Sträflings Lösegeld (Great Expectations)
- 1935: Frankensteins Braut (Bride of Frankenstein)
- 1935: Diamanten-Jim (Diamond Jim)
- 1935: Was geschah gestern? (Remember Last Night?)
- 1936: Mein Mann Godfrey (My Man Godfrey)
- 1937: 100 Mann und ein Mädchen (One Hundred Men and a Girl)
- 1939: Frankensteins Sohn (Son of Frankenstein)
- 1940: Der Unsichtbare kehrt zurück (The Invisible Man Returns)
- 1940: Die unsichtbare Frau (The Invisible Woman)
- 1940: Schwarzer Freitag (Black Friday)
- 1940: The Boys from Syracuse
- 1941: This Woman Is Mine
- 1942: Saboteure (Saboteur)
- 1942: Der unsichtbare Agent (Invisible Agent)
- 1942: Pittsburgh
- 1943: Unternehmen Donnerschlag (Gung Ho!)
- 1943: Die Stubenfee (His Butler's Sister)
- 1944: The Merry Monahans
- 1944: Der Unsichtbare nimmt Rache (The Invisible Man's Revenge)
- 1945: Der Wundermann (Wonder Man)
- 1945: Die Herberge zum Roten Pferd (Frontier Gal)
- 1946: Der Held des Tages (The Kid from Brooklyn)
- 1947: Das Doppelleben des Herrn Mitty (The Secret Life of Walter Mitty)
- 1949: Tulsa
- 1951: Valentino – Liebling der Frauen (Valentino)
- 1953: Der Tolpatsch (The Caddy)
- 1954: Wenn die Marabunta droht (The Naked Jungle)
- 1954: Das Fenster zum Hof (Rear Window)
- 1954: Die Brücken von Toko-Ri (The Bridges at Toko-Ri)
- 1954: Sabrina
- 1955: Immer Ärger mit Harry (The Trouble with Harry)
- 1955: In geheimer Kommandosache (The Great Locomotive Chase)
- 1955: Über den Dächern von Nizza (To Catch a Thief)
- 1956: Die zehn Gebote (The Ten Commandments)
- 1956: Sturm über Persien (Omar Khayyam)
- 1957: Ein süßer Fratz (Funny Face)
- 1957: Der Mann, der niemals lachte (The Buster Keaton Story)
- 1957: Der Regimentstrottel (The Sad Sack)
- 1957: Der Einsame (The Lonely Man)
- 1958: Die schwarze Orchidee (The Black Orchid)
- 1958: Vertigo – Aus dem Reich der Toten (Vertigo)
- 1958: Mein Leben ist der Rhythmus (King Creole)
- 1958: Der letzte Zug von Gun Hill (Last Train from Gun Hill)
- 1959: Fünf Pennies (Five Pennies)
- 1961: General Pfeifendeckel (On the Double)
- 1961: Frühstück bei Tiffany (Breakfast at Tiffany's)
- 1961: Der Besessene (One-Eyed Jacks)
- 1961: Die ins Gras beißen (Hell is for Heroes)
- 1962: Hatari!
- 1965: Kennwort „Schweres Wasser“ (The Heroes of Telemark)

## Auszeichnungen
- 1941: Oscarnominierung für die Besten Spezialeffekte: Der Unsichtbare kehrt zurück (The Invisible Man Returns, 1940)
- 1941: Oscarnominierung für die Besten Spezialeffekte: The Boys from Syracuse (1940)
- 1942: Oscarnominierung für die Besten Spezialeffekte: Die unsichtbare Frau (The Invisible Woman, 1940)
- 1943: Oscarnominierung für die Besten Spezialeffekte: Der unsichtbare Agent (Invisible Agent, 1942)
- 1946: Oscar für die Besten Spezialeffekte: Der Wundermann (Wonder Man, 1945)
- 1949: Oscarnominierung für die Besten Spezialeffekte: Erde in Flammen (Tulsa, 1949)
- 1956: Oscar für die Besten Spezialeffekte: Die Brücken von Toko-Ri  (The Bridges at Toko-Ri, 1954)
- 1957: Oscar für die Besten Spezialeffekte: Die zehn Gebote (The Ten Commandments, 1956)